# Johan Pråmell
Johan Åke Pråmell, född 14 september 1965 i Jönköping, är en svensk fotomodell, artistagent samt castingansvarig inom svenska TV-program.
Pråmell var en av jurymedlemmarna i TV-programmet Talang 2009 och Talang 2010 tillsammans med Charlotte Perrelli och Bert Karlsson. Han var även programledare för Bachelorette Sverige år 2011.

## TV-serier
- 2010 – Talang Sverige (TV-serie)
- 2011 – Bachelorette Sverige (TV-serie)
- 2018 – Helt perfekt (TV-serie)